# Петровский (Большечерниговский район)
 Петровский  — поселок в Большечерниговском районе Самарской области. Административный центр сельского поселения Петровский. 

## География
Находится на расстоянии примерно 35 километр по прямой на запад-северо-запад от районного центра села Большая Черниговка.

## История
Поселок образовался в последнем десятилетии XIX века на земле, принадлежавшей самарским купцам Шихобаловым. Появление хутора Петровского и конного завода при нем обязано, прежде всего, Шихобалову Петру. В поселке также был устроен пруд, большой, глубокий и довольно ухоженный.

## Население
| 2010 | 2011 | 2012 | 2013 | 2014 | 2015 | 2016 |
| ---- | ---- | ---- | ---- | ---- | ---- | ---- |
| 466  | ↗467 | ↘462 | ↘455 | ↘453 | ↗456 | →456 |

Постоянное население составляло 410 человек в 2002 году (русские 89%) .